# 维勒通
维勒通（法語：Villeton，法語發音：[viltɔ̃]）是法国洛特-加龙省的一个市镇，属于马尔芒德区。

## 地理
维勒通（44°21'44"N, 0°16'18"E）面积10.24 平方千米，位于法国新阿基坦大区洛特-加龍省，该省份为法国西南部内陆省份，北起多爾多涅省，西接吉倫特省和朗德省，南至热尔省，东临塔恩-加龙省和洛特省。
与维勒通接壤的市镇（或旧市镇、城区）包括：拉格吕埃尔、卡隆日、莫讷尔、皮什达日奈、拉济梅、托南斯。

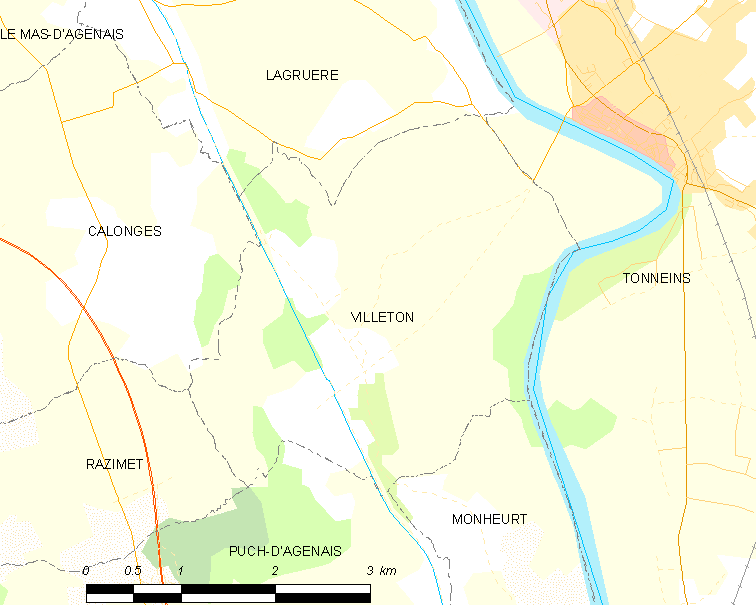
维勒通的OSM定位图

维勒通的时区为UTC+01:00、UTC+02:00（夏令时）。

## 行政
维勒通的邮政编码为47400，INSEE市镇编码为47325。

## 政治
维勒通所属的省级选区为加斯科涅森林县。

## 人口

1962-2008年间维勒通人口变化图示

维勒通于2022年1月1日时的人口数量为474人。